# Privat (mitjans de comunicació)

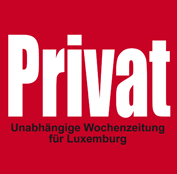
Logotip

Privat és una marca mediàtica luxemburguesa del Groupe Nicolas. El grup editor és el tercer més gran de Luxemburg i, de fet, és l'únic que no és membre del Consell de Premsa ni coopera amb el Servei d'Informació i Premsa. En són part el setmanari Privat i el seu web LuxPrivat.lu, la televisió digital Privat-TV (nascuda el 25 de febrer de 2011 i produïda en col·laboració amb Simba Pro), la revista sobre celebritats Promi (nascuda el 2008) i la revista satírica d'Wäschfra. L'1 de març de 2011 el Groupe va posar en marxa Radio-Privat, que emetia a través d'Internet els dies feiners des de les vuit del matí a les sis de la tarda. Tot i això, la seva activitat va cessar el 2012. El 30 de març de 2011, el grup va començar una campanya sota el lema "Fir eng Fräi Press zu Lëtzebuerg! Géint Zensur!" ["Per la llibertat de premsa a Luxemburg! Contra la censura!"].